# المخيم الكشفي العالمي الثامن عشر
عقد المخيم الكشفي العالمي الثامن عشر (بالهولندية:18e Wereldjamboree) في الفترة 01-11 أغسطس 1995 في هولندا في درونتن. شارك حوالي 28960 من الكشافة والأعضاء الموظفين من 166 بلدا وإقليما في هذا الحدث، ويعتبر أكبر تمثيل بلداً حتى الآن بحوالي 34 دولة ويشبهه بعض النقاد بكأن الكشافة ظهرت أو ولدت من جديد.